# Turki al-Khudhayr
Turki Mohammed al-Khudhayr (arabisch تركي الخضير, DMG Turkī al-Ḫuḍair; * 1980) ist ein saudi-arabischer Fußballschiedsrichter.

## Laufbahn
Seit 2009 leitet er Spiele der Saudi Professional League. Erste internationale Einsätze bekam er bei einem Spiel des AFC Cup 2015 sowie mehreren Länderspielen während der asiatischen Qualifikation für die Weltmeisterschaft 2018. 2017 leitete er erste Spiele der AFC Champions League. Die Indian Super League folgte mit zwei Einsätzen in den Playoffs 2018.
Am 16. Dezember 2019 leitete er eine Partie der Indian Super League zwischen dem Bengaluru FC und dem Mumbai City FC. Nach dem Spiel beschuldigte der portugiesische Trainer des Teams aus Mumbai einen seiner Spieler, den Gabuner Sèrge Kevyn mit rassistischen Bemerkungen wie „Affe“ benannt zu haben sowie in die Richtung des Spielers rassistische Gesten gezeigt zu haben. Der AIFF leitete daraufhin Ermittlungen ein. Was danach entschieden wurde, ist nicht weiter bekannt. Er hatte nach dem Vorfall keine weiteren Einsätze in der indischen Liga, bekam aber weiterhin Nominierungen in der Champions League.